# Mary Todd Lincoln
Mary Ann Todd Lincoln, född 13 december 1818 i Lexington i Kentucky, död 16 juli 1882 i Springfield i Illinois, var gift med USA:s 16:e president Abraham Lincoln och var USA:s första dam åren 1861–1865.

## Biografi
Vid 22 års ålder, under ett besök hos en gift syster i Springfield, Illinois, förlovade hon sig med advokaten Abraham Lincoln, som var kollega till hennes svåger. Förlovningen slogs upp sedan Lincoln inte hade dykt upp till vigseln, men slutligen ägde bröllopet likväl rum, den 4 november 1842. Paret fick fyra söner.
Som första dam ledde hon en renovering av Vita husets interiör och försåg det med nytt möblemang till en stor kostnad, något som ledde till att hon anklagades för slöseri. Under kriget åtföljde hon ibland presidenten på hans resor till slagfälten. I huvudstaden besökte hon sjukhus för sårade soldater, och tog sig tid att skriva deras brev. Krigsåren gjorde att rollen som värdinna i en huvudstad präglad av politiska konflikter och spänningar blev svår och krävde stor diplomati, en roll hon inte lyckades bemästra. Hon har beskrivits som livlig och intelligent, men med ett hetsigt temperament på gränsen till känslomässig instabilitet.  När hennes son Willie avled 1862 reagerade hon så kraftigt att hon i flera veckor behövde bli omhändertagen av en privatsjuksköterska. Pressen och skvallret i huvudstaden återberättade historier om hennes temperamentsutbrott och instabilitet. 
Efter att hon blivit änka 1865 började hon uppvisa ett alltmer excentriskt beteende. Hon fick stora rubriker i tidningarna sedan hon försökt sälja sina gamla kläder och juveler. Den 19 maj 1875 förklarades hon sinnessjuk av en domstol i Chicago och fick därefter tillbringa fyra månader på vilohemmet Bellevue Place i Batavia i Illinois. Efter vistelsen där levde hon ett tillbakadraget liv, periodvis i utlandet och periodvis bosatt hos släktingar. Hon bodde en längre period i Pau i Frankrike.
Hon avled den 16 juli 1882 av en stroke.